# 昔阳离相寺
昔阳离相寺是一座古建筑,位于中国山西省晋中市昔阳县赵壁乡川口村，建于宋至清。
2003年1月15日，公布为第一批晋中市文物保护单位。2016年6月6日公布为第五批山西省文物保护单位，编号5-66。2019年10月7日升格为第八批全国重点文物保护单位。